# مفصل ليفي
ترتبط المَفْاصِل الليفية (بالإنجليزية: Fibrous joint)‏ بنسيج ضام كثيف، يتألّف أساسا من الكولاجين. هذه المفاصل محبوكة ومتشابكة بإحكام متين بواسطة حواف غير منتظمة منشارية الشكل. هذه المفاصل (الليفية) مفاصل ثابتة، حيث تتحد العظام بواسطة طبقة من الأنسجة الليفية البيضاء متفاوتة سمك.
يطلق على المفاصل بين العظام اسم: الدُروز. ويشار إلى هذه المفاصل غير المتحركة أيضا باسم:مَوَاصِلُ لِيفِيَّة (مَوْصِلٌ لِيفِيّ) (بالإنجليزية:  synarthrosis)‏.

## أنواع المفاصل الليفية
تُسمى هذه المفاصل أيضا "المفاصل الثابتة"، لأنها لا تتحرك. هذه المفاصل ليس لها تجويف مفصلي وترتبط عبر النسيج الضام الليفي. ترتبط عظام الجمجمة عن طريق المفاصل الليفية.

### درز
الدُرُوْز (بالإنجليزية: Sutures)‏ مفاصل ليفية مخلوقة من طبقة رقيقة من نسيج ضام ليفي كثيف، وهى موجودة بين عظام الجمجمة. في جمجمة الجنين، يكون الدرز عريضاَ لكي يسمح بحركة ضئيلة بين عظام الجمجمة أثناء عملية الولادة، ثم تصبح لاحقا مع نمو الطفل موصلاً ليفياً.

### مرتبط
المرتبط (بالإنجليزية: Syndesmoses)‏ يوجد بين العظام الطويلة في الجسم مثل: عظم الكعبرة وعظم الزند في الساعد، وكذلك في الجزء البعيد للمفصل الظنبوبي-الشظوي في الساق. على عكس المفاصل الليفية الأخرى، المرتبط الظنبوبي قابل للحركة (مفصل متقابل)، وإن لم يكن بنفس قدر حركة المفصل الزلالي.

### مفصل وتدي
المفصل الوتدي (بالإنجليزية: Gomphosis)‏ يوجد بين جذر السن وسنخ السن (بالإنجليزية: tooth sockets)‏، في الفكين: السفلي والعلوي.

## روابط خارجية
- مدلاين بلس 002320